# Mein Lieder sind mein Leben
Albums de Nana Mouskouri
Wenn ich träum...
(1980) Nana
(1982)
Singles
1. Domenico (spiel noch einmal für mich)
Sortie : 1981
2. Liebe lebt...
Sortie : 1981

Mein Lieder sind mein Leben est un album de chansons germanophones de la chanteuse grecque Nana Mouskouri sorti en Allemagne en 1981 et publié par Philips. La distribution de l'album est assurée par Phonogram. 

## Chansons de l'album
| 1.          | Domenico (Spiel noch einmal für dich)   | Dietmar Kawohl, Wolfgang Hofer                                     | 3 min 21 s |
| 2.          | Meine Liebe ist wie ein Roman           | Alain Goraguer, Claude Lemesle, Alfred Weyrich                     | 3 min 45 s |
| 3.          | Träume, die den Tag erleben             | John Denver, Wolfgang Mürmann                                      | 2 min 50 s |
| 4.          | Du bist der Starke Mann                 | Hans Blum                                                          | 3 min 50 s |
| 5.          | Sag mir, was du getraümt hast           | Tom Paxton, Rolf Zuckowski                                         | 3 min 15 s |
| 6.          | Übers Meer (Dü fährst hinaus)           | Olaf Weitzl, Brigitte Otto                                         | 3 min 30 s |
| 7.          | Liebe lebt...                           | Alain Goraguer, Jörg Thomas                                        | 3 min 26 s |
| 8.          | Tanze, Tanze                            | Michel Jourdan, Miriam Frances                                     | 3 min 24 s |
| 9.          | Jedes Körnchen Sand                     | Bob Dylan, Michael Kunze                                           | 3 min 44 s |
| 10.         | Droom, Droom                            | Aliki Larios                                                       | 2 min 30 s |
| 11.         | Vor meinem Vaterhaus steht eine Linde   | Robert Stolz, Bruno Hardt-Warden                                   | 4 min 05 s |
| 12.         | Meine Welt wird schön durch deine Liebe | Alain Goraguer, Joan Sakel, Claude Lemesle, Kay Arling, Ralf Arnie | 3 min 20 s |
| 43 min 37 s |                                         |                                                                    |            |

## Classements
| Pays      | Meilleure position | Certification | Ventes |
| --------- | ------------------ | ------------- | ------ |
| Allemagne | 26                 |               |        |